# Nanyang, Gansu
Nanyang (kinesiska: 南阳) är en köping i nordvästra Kina. Den ligger i Dangchang härad i staden Longnan i provinsen Gansu, omkring 240 kilometer söder om provinshuvudstaden Lanzhou. Antalet invånare är 12 267. Befolkningen består av 6 013 kvinnor och 6 254 män. Barn under 15 år utgör 19,0 %, vuxna 15-64 år 71 %, och äldre över 65 år 9,0 %.